# Книжный червь (премия)
«Книжный червь» — ежегодная профессиональная гуманитарная и книгоиздательская премия, учреждённая в России в 2014 году.

## Цель премии
Развитие и пропаганда искусства книги.

## Учредители
Учредителем премии выступает издательство «Вита Нова». Соучредители — Институт русской литературы («Пушкинский дом») Российской Академии наук (Санкт-Петербург), Всемирный клуб петербуржцев (Санкт-Петербург), Государственный музей истории российской литературы имени В. И. Даля (Москва).

## Конкурс премии
На конкурс премии могут быть выдвинуты лица, способствовавшие развитию книжного дела в России, издатели, редакторы, дизайнеры, иллюстраторы, меценаты, искусствоведы, коллекционеры, преподаватели.
Правом выдвижения номинантов обладают издательства, библиотеки, научные институты, высшие учебные заведения, типографии, общественные некоммерческие организации, независимые эксперты.

## Порядок присуждения и призы
Жюри премии формируется оргкомитетом из числа известных деятелей культуры. В его составе генеральный директор ФГБУК «Государственный Эрмитаж» Михаил Пиотровский, научный руководитель ФГБУН «Института русской литературы РАН (Пушкинский дом) РАН» Всеволод Багно, директор Государственного музея истории российской литературы имени В. И. Даля (Государственного литературного музея) Дмитрий Бак, директор ФГБУК «Государственный музей изобразительных искусств имени А. С. Пушкина» Марина Лошак, художник Юрий Норштейн, режиссер Александр Сокуров, издатель Ирина Прохорова, славист Жорж Нива, главный редактор радиостанции «Эхо Москвы» Алексей Венедиктов и директор издательства «Вита Нова» Алексей Захаренков.
Читательское голосование для определения приза читательских симпатий проводится на сайте премии с 1 мая и заканчивается за день до церемонии вручения. 
Лауреаты премии награждаются статуэткой «Книжный червь» (фарфор, золото), памятным дипломом и коллекционным книжным изданием. Приз читательских симпатий вручается одновременно с вручением премии. 

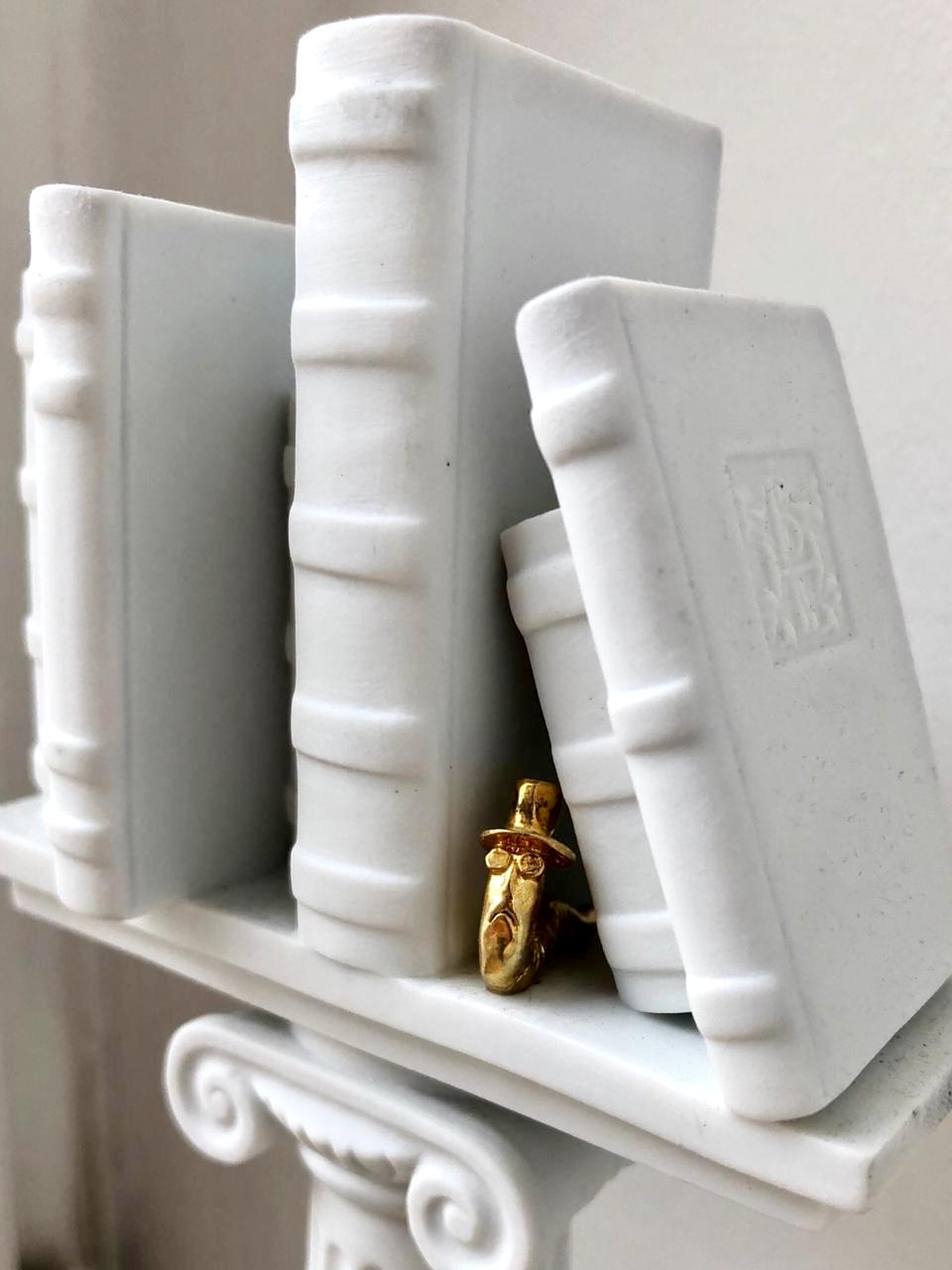

## Лауреаты премии

### 2014
23 апреля 2014 года, во Всемирный день книг и авторского права, в Пушкинском доме были объявлены имена трех первых лауреатов премии.
- коллекционер Марк Башмаков
- художник Анастасия Архипова
- полиграфист Анатолий Махлов

### 2015
- искусствовед Лидия Кудрявцева
- редактор Елена Шубина
- художник и организатор художественных проектов Олег Яхнин

Приз читательских симпатий по итогам народного голосования на сайте премии также был вручен Олегу Яхнину

### 2016
- директор Российской государственной детской библиотеки Мария Веденяпина[5]

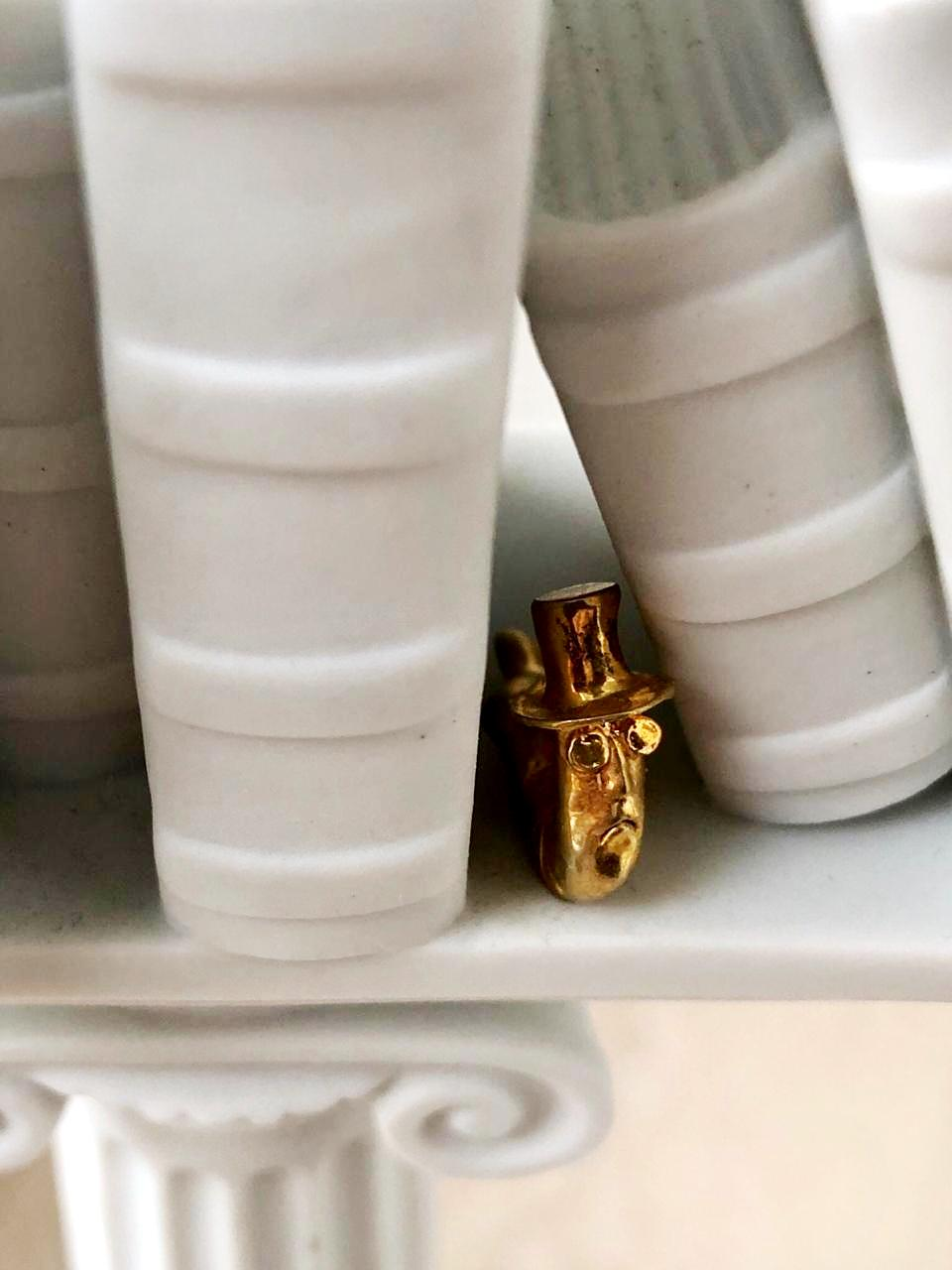

- художник Александр Траугот
- художник Борис Диодоров
- искусствовед Дмитрий Северюхин

### 2017
- генеральный директор Торгового Дома Книги «Москва» Марина Каменева[6]
- куратор просветительских проектов, один из виднейших в России собирателей редких книг и произведений изобразительного искусства Борис Фридман
- художник Андрей Харшак
- руководитель издательского отдела Санкт-Петербургской государственной библиотеки для слепых и слабовидящих Виктория Сперанская[7]

### 2018
- библиофил, исследователь книжной культуры, государственный деятель, руководитель Федерального агентства по печати и массовым коммуникациям Михаил Сеславинский (победил в номинации «Человек слова» и стал обладателем диплома за верность традициям просветительства и сохранение культурного наследия)[8][9]
- художник Давид Плаксин[10]
- литературный критик Майя Пешкова
- издатель Исаак Кушнир[11]

### 2019
- историк, писатель, публицист, главный редактор журнала «Звезда» Яков Гордин[12]
- библиограф, публицист, литератор, переводчик, литературный и кинокритик Никита Елисеев[13]
- писатель, литературный редактор, переводчик грузинской поэзии Наталия Соколовская
- создатель и руководитель «Книжного приюта» (г. Иркутск) Евгений Гинтов[14]

### 2020
- литературовед Константин Азадовский[15]
- поэт, переводчик Михаил Яснов — посмертно
- литературовед, блогер Николай Подосокорский
- актёр, режиссёр, сценарист, литератор Вениамин Смехов

### 2021
- актриса Светлана Крючкова
- основатель и владелец некоммерческих электронных библиотек Андрей Никитин-Перенский (Библиотеки «ImWerden» и «Вторая литература»)
- журналист, генеральный директор издательского дома «Время» Борис Пастернак
- архивист, библиограф Вячеслав Нечаев

### 2022
- писательница, литературный критик Наталья Иванова
- историк, библиограф Феликс Лурье
- сооснователь книжного магазина «Подписные издания» Михаил Иванов
- создатель и первый директор Музея Анны Ахматовой в Фонтанном доме Нина Попова

### 2023
- писатель, телеведущий Александр Архангельский
- знаток и исследователь книги Марина Бокариус
- писатель, редактор, переводчик Борис Останин — посмертно
- литературовед, архивист Татьяна Краснобородько

### 2024
- театральный режиссёр Лев Додин
- литературовед, библиограф Евгений Белодубровский
- филолог, специалист по эпохе русского модернизма Андрей Шишкин
- искусствовед, историк Эраст Кузнецов